# کاهش بشان
کاهش بشان (انگلیسی: Bechamp reduction) واکنشی شیمیایی است که طی آن ترکیبات نیترو آروماتیک در حضور آهن و هیدروکلریک اسید به آنیلین تبدیل می‌شوند. این واکنش نخستین بار توسط شیمیدان فرانسوی آنتوان بشان در سال ۱۸۵۴ شناسایی و توصیف شد.